# Аксуатський сільський округ (Кизилординська міська адміністрація)
Аксуа́тський сільський округ (каз. Ақсуат ауылдық округі, рос. Аксуатский сельский округ) — адміністративна одиниця у складі Кизилординської міської адміністрації Кизилординської області Казахстану. Адміністративний центр та єдиний населений пункт — село Жакипбека Маханбетова.
Населення — 10100 осіб (2021; 3780 у 2009, 2386  у 1999, 2220 у 1989).
Станом на 1989 рік існувала Кіровська сільська рада (село Кірова) Сирдар'їнського району.